# 山口県立岩国高等学校坂上分校
山口県立岩国高等学校坂上分校（やまぐちけんりつ いわくにこうとうがっこう さかうえぶんこう）は、山口県岩国市美和町渋前（旧美和町）にある公立高等学校。山口県立岩国高等学校の分校。

## 設置学科
全日制課程
- 普通科

## 沿革
- 1948年（昭和23年）4月1日 - 山口県立広瀬高等学校坂上分校として認可される（定時制昼間・農業科・家庭科）
- 1952年（昭和27年）4月1日 - 山口県立坂上高等学校として独立認可される（定時制昼間・農業科・家庭科）
- 1955年（昭和30年）3月27日 - 運動場で土砂崩れがあり、整地作業を行っていた生徒3人が巻き込まれて死亡[1]
- 1961年（昭和41年）4月1日 - 全日制普通科に切替え
- 2008年（平成20年）4月1日 - 敷地内に山口県立岩国高等学校坂上分校設置、坂上高等学校は新規生徒募集を停止
- 2010年（平成22年）3月31日 - 坂上高等学校を廃止。